# Periophthalmus kalolo
A Periophthalmus kalolo a csontos halak (Osteichthyes) főosztályának a sugarasúszójú halak (Actinopterygii) osztályába, ezen belül a sügéralakúak (Perciformes) rendjébe, a gébfélék (Gobiidae) családjába és az iszapugró gébek (Oxudercinae) alcsaládjába tartozó faj.

## Előfordulása
A Periophthalmus kalolo előfordulási területe az Indiai- és a Csendes-óceánokban van. Kelet-Afrikától Szamoáig sokfelé megtalálható, többek között Ázsia indiai-óceáni partjain, valamint Ausztrália északi részén is.

## Megjelenése
Ez a halfaj legfeljebb 14,1 centiméter hosszú. A hátúszóján 8-16 tüske és 10-12 sugár, míg a farok alatti úszóján 1 tüske és 9-11 sugár ül. A rokon Periophthalmus argentilineatustól az ezüstös szürke csíkozások hiánya és a részben összeforrt hasúszók különböztetik meg. Egy hosszanti sorban 66-86 pikkely ül. Az első hátúszója közepes méretű és lekerekített; majdnem a szélén egy fekete sáv húzódik, amelynek közelében számos kis, fehér pont ül; egyik tüskéje sem hosszabb a másiknál. A második hátúszón egy szürke csík van. A két hátúszó nincs összekötve.

## Életmódja
Trópusi halfaj, amely egyaránt megél a sós- és brakkvízben is. Az oxigént képes, egyenesen a levegőből kivenni, azzal a feltétellel, ha nedvesek a kopoltyúi és a bőre. A víz alá is lemerülhet, de 2 méternél lejjebb nem úszik. Gyakran az iszapon, köveken vagy a mangrovék gyökerein pihen. Apálykor keresi a táplálékát, amely lehet férgek, rákok, rovarok vagy soksertéjűek.

## Felhasználása
Ennek az iszapugró gébnek, mint sok más rokonának nincs halászati értéke.